# Gudsekop (water)
De Gudsekop (Fries en officieel: Gudzekop) is een water in de gemeente Súdwest-Fryslân in de Nederlandse provincie Friesland.

## Beschrijving
De Gudsekop staat aan de oostkant in verbinding met de Goëngarijpsterpoelen (Goaiïngarypster Puollen); het is het water dat aan de zuidkant van de poelen naar het zuidwesten loopt. Aan de westkant staat het water via de Vrijegrassloot (Frijgerssleat) in verbinding met de Langstaartenpoel (Langsturtepoel).
De naam Gudzekop geldt sinds 15 maart 2007 als de officiële naam, als vervanging van de eerdere officiële naam Gudsekop.